# Limnonectes macrognathus
Limnonectes macrognathus é uma espécie de anfíbio da família Ranidae.
Pode ser encontrada nos seguintes países: Malásia, Myanmar e Tailândia.
Os seus habitats naturais são: florestas subtropicais ou tropicais húmidas de baixa altitude, rios e rios intermitentes.
Está ameaçada por perda de habitat.